# Torneo de Catar 2019
El Qatar Total Open 2019 fue un torneo profesional de tenis femenino disputado en canchas duras. Fue la 17.ª edición del evento y formó parte de la serie WTA Premier del Tour 2019. Se llevó a cabo en el International Tennis and Squash complex en Doha, Catar entre el 11 y el 16 de febrero de 2019.

## Distribución de puntos
| Modalidad           | Campeona | Finalista | Semifinales | Cuartos de final | 2ª ronda | 1ª ronda | Clasificadas | 3ª ronda de clasificación | 2ª ronda de clasificación | 1ª ronda de clasificación |
| Individual femenino | 470      | 305       | 185         | 100              | 55       | 1        | 25           | 18                        | 13                        | 1                         |
| Dobles femenino     | 470      | 305       | 185         | 100              | -        | 1        | -            | -                         | -                         | -                         |

## Cabezas de serie

### Individuales femeninos
| Tenista              | Ranking | Preclasificada |
| Simona Halep         | 3       | 1              |
| Karolína Plíšková    | 5       | 2              |
| Angelique Kerber     | 6       | 3              |
| Elina Svitolina      | 7       | 4              |
| Kiki Bertens         | 8       | 5              |
| Caroline Wozniacki   | 10      | 6              |
| Anastasija Sevastova | 12      | 7              |
| Ashleigh Barty       | 13      | 8              |

- Ranking del 4 de febrero de 2019.[2]

### Dobles femeninos
| Tenista                          | Ranking | Preclasificada |
| Nicole Melichar Květa Peschke    | 24      | 1              |
| Su-Wei Hsieh Barbora Strýcová    | 27      | 2              |
| Gabriela Dabrowski Xu Yifan      | 28      | 3              |
| Anna-Lena Grönefeld Demi Schuurs | 40      | 4              |

- Ranking del 4 de febrero de 2019

## Campeonas

### Individual femenino
Elise Mertens venció a  Simona Halep por 3-6, 6-4, 6-3

### Dobles femenino
Hao-Ching Chan /  Yung-Jan Chan vencieron a  Anna-Lena Grönefeld /  Demi Schuurs por 6-1, 3-6, [10-6]